# Arte tibetana
Il termine arte tibetana fa riferimento all'arte del Tibet e di altri regni dell'Himalaya, presenti e passati (il Bhutan, il Ladakh, il Nepal ed il Sikkim).
L'arte tibetana è prima di tutto una forma d'arte sacra, il che rivela l'influenza preponderante del Buddhismo tibetano su queste culture.
L'arte del Tibet può essere studiata dal punto di vista delle influenze che l'hanno alimentata nel corso dei secoli.

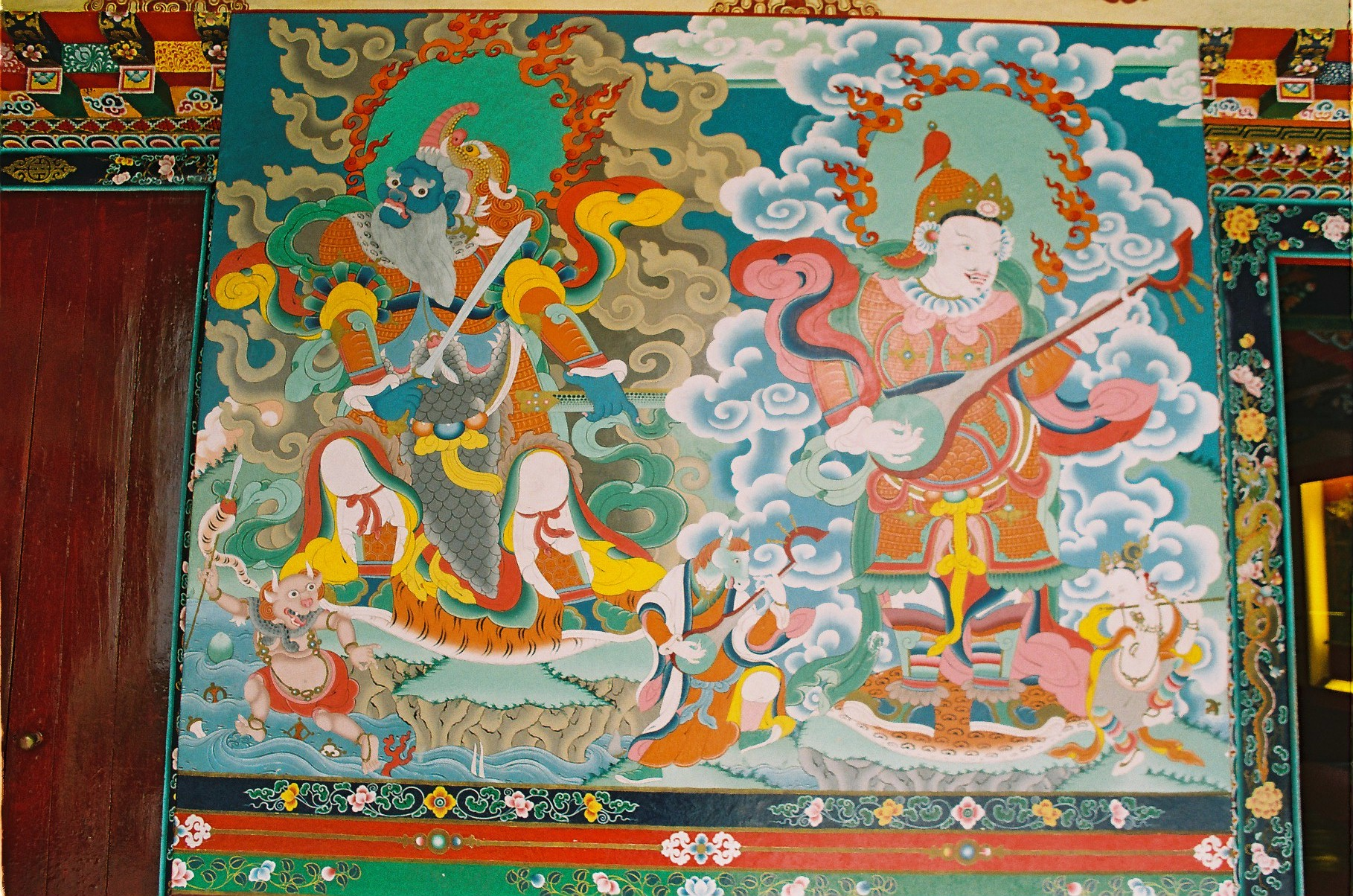
Una thangka dipinta a Sikkim

## Influenza ellenica
Le conquiste di Alessandro Magno importarono influenze artistiche greche nell'India del IV secolo a.C. La tecnica statuaria greca, influenzando i centri buddhisti degli attuali Afghanistan e Pakistan, condusse ad una nuova sintesi greco-buddhista. Mentre la rappresentazione statuaria di Buddha non era fino ad allora standardizzata, i modelli greci ispirarono la creazione per i templi di statue di Buddha sia di bronzo che di pietra.

## Influenza buddhista Mahâyâna
Nel momento in cui il Buddhismo Mahâyâna emerse come scuola separata, nel IV secolo a.C., si accentuò il ruolo dei bodhisattva, esseri compassionevoli che rinunciano al proprio accesso al nirvāna per aiutare gli altri. Fin da tempi antichi, numerosi bodhisattva erano oggetto della statuaria. Il Buddhismo tibetano, in quanto discendente del Buddhismo Mahâyâna, ereditò questa tradizione. Un esempio di bodhisattva comunemente rappresentato nell'arte tibetana è la divinità Tchenrézi (Avalokitesvara), della scuola di Buddhismo Gelugpa, che prende spesso i tratti di un santo dalle mille braccia, con un occhio in mezzo ad ogni mano, simboleggiando un personaggio compassionevole che vede tutto e ascolta le richieste degli uomini.

## Influenza tantrica
In maniera più specifica, il Buddhismo tibetano è un sottotipo del Buddhismo tantrico, ugualmente conosciuto sotto il nome di Buddhismo Vajrayâna, secondo il motivo corrente del vajra, il "diamante  - Folgore" (dorje in tibetano).
Uno degli aspetti sorprendenti del Buddhismo tantrico è la rappresentazione corrente di divinità corrucciate, che mostrano spesso visi in collera e portano corone di fiamme o di teschi. Queste immagini rappresentano in realtà i Protettori (dharmapala in sanscrito) il cui portamento terribile si oppone ad una natura realmente compassionevole. In realtà, il loro sdegno è un segno della loro dedizione alla protezione dell'insegnamento dharma e delle pratiche tantriche specifiche in uso nel monastero, al fine di difenderle contro ogni corruzione.

## Influenza Bön
La religione sciamanica indigena dell'Himalaya, conosciuta sotto il nome di Bön, dà all'arte tibetana un pantheon di divinità tutelari locali. Nei templi tibetani (conosciuti sotto il nome di lhakhang), le statue di Buddha o di Padmasambhava sono frequentemente accoppiate a statue della divinità tutelare del distretto, che appare spesso adirata o cupa. Questi dei negativi un tempo causarono torti e inflissero malattie alla popolazione locale. Ma dopo l'arrivo di Padmasambhava, queste forze negative furono assoggettate e sono ormai al servizio di Buddha.